# 反键轨道
原子轨道在线性组合成分子轨道时（即两个波函数相加得到的分子轨道），能量较高的分子轨道叫反键轨道（英語：Antibonding orbital）。反键轨道总是与成键轨道成对出现，其余为非键轨道。
反键轨道中，核间的电子的機率密度小。电子填入反键轨道中会使分子的稳定性降低。
在化學鍵理論，反鍵軌道，當由電子佔據的2它是一種分子軌道，它削弱了兩個原子之間的鍵，增加了分子的能量，而不是分裂原子的狀態。這樣的軌道在原子核之間的耦合區域中具有一個或多個節点。在此軌道上集中在耦合區域的外部，遠離核彼此，從而導致兩個原子之間的相互排斥。